# 연수정
연수정(煙水晶, smoky quartz)은 갈색을 띠는 회색의 반투명한 석영 변종으로, 거의 완벽하게 투명한 상태부터 거의 불투명한 갈색을 띠는 회색 또는 검은색 결정에 이르기까지 투명도가 다양하다. 연수정의 색상은 주변 암석에서 방출되는 자연 방사선이 결정질 석영 내 알루미늄 불순물 주변의 색상 중심을 활성화할 때 생성된다. 

## 변종
모리온은 매우 짙은 갈색에서 검은색의 불투명한 변종이다. 모리온은 독일어, 덴마크어, 스페인어, 폴란드어에서 연수정의 동의어이다. 이 이름은 가이우스 플리니우스 세쿤두스의 mormorion을 잘못 읽은 것에서 유래했다.
케언곰은 스코틀랜드의 케언곰 산맥에서 발견되는 연수정의 한 종류이다. 일반적으로 연기가 나는 황갈색을 띠지만, 일부 표본은 회갈색을 띤다. 스코틀랜드 주얼리에 사용되며, 킬트 핀과 sgianan-dubha (영어화: 시안두 또는 스킨두)의 손잡이 장식으로 사용된다. 가장 큰 것으로 알려진 케언곰 결정은 브레이마 성에 보관된 23.6 kg (52 lb) 표본이다.

## 용도
연수정은 흔하며 역사적으로 중요하지는 않았지만, 최근에는 특히 주얼리용으로 인기 있는 보석이 되었다.
평평한 연수정 판 형태의 선글라스는 12세기에 중화인민공화국에서 사용되었다.

## 같이 보기
- 광물 목록